# 斯卡拉足球會
斯卡拉足球會是法罗群岛的足球俱乐部，位于斯卡拉。1965年5月15日，在当地一名医生西尔瓦·克里斯蒂安森的帮助下，卡里·奥尔森和彼得·克里斯蒂安·拉斯穆森共同建立了这家俱乐部。
在2005赛季中球队夺得了俱乐部历史上最好名次，联赛第二名，从而取得了参加2006–07赛季欧洲联盟杯预选赛的资格。